# 1882 en littérature
| Années de la littérature : 1879 - 1880 - 1881 - 1882 - 1883 - 1884 - 1885    |
| Décennies de la littérature : 1850 - 1860 - 1870 - 1880 - 1890 - 1900 - 1910 |

Cet article présente les faits marquants de l'année 1882 en littérature.

## Évènements
- 11 mars : Ernest Renan donne une conférence à la Sorbonne sur le thème Qu'est-ce qu'une nation ?

## Essais
- Avril : publication posthume à Genève de Dieu et l'État, de Bakounine.

- Léon Pinsker publie « Autoémancipation ! Avertissement d'un Juif russe à ses frères » dans lequel il défend l'idée de la création d'un État juif.
- Traduction du Manifeste du parti communiste en russe par Plekhanov et Véra Zassoulitch.
- Confession de Tolstoï.
- La Puissance de la terre de Gleb Ouspenski.
- Causerie et causeurs de Robert Louis Stevenson.
- Sainte-Beuve, Études littéraires sur Balzac, Paris, Michel Lévy frères
- publication posthume de Seiyō Kibun, de Arai Hakuseki.

## Nouvelles
- Mademoiselle Fifi, recueil de nouvelles de Guy de Maupassant.
- Les Nouvelles mille et une nuits, recueil de nouvelles de Robert Louis Stevenson.

## Romans
- 15 avril : Pot-Bouille, d'Émile Zola.
- 17 décembre-1er mars 1883 : publication sous forme de feuilleton dans le quotidien Gil Blas du roman Au Bonheur des Dames d’Émile Zola[1].

- Le Rayon vert (24 juillet) et L'École des Robinsons (13 novembre), de Jules Verne.
- Les Désirs de Jean Servien d'Anatole France.
- Le Maître de forges, de Georges Ohnet.
- Une histoire sans nom de Jules Barbey d'Aurevilly.
- Les Bons Palotz, roman de Kálmán Mikszáth.
- Schach von Wuthenow de Theodor Fontane, est publié en feuilleton.
- Le Prince et le Pauvre (The Prince and the Pauper) de Mark Twain.
- Le Monastère de la félicité, roman historique de Bankim Chandra Chatterji (Inde).
- Angéline de Montbrun, de Laure Conan (Canada).

## Théâtre
- Victor Hugo, Torquemada
- Don, mécènes et adorateurs, d'Alexandre Ostrovski.

## Principales naissances
- 25 janvier : Virginia Woolf, romancière anglaise († 28 mars 1941).
- 2 février : James Joyce, écrivain irlandais († 13 janvier 1941).
- 7 mai : Willem Elsschot, écrivain belge d'expression néerlandaise´(† 31 mai 1960).
- 16 décembre : Julio Camba, écrivain et journaliste espagnol († 28 février 1962).
- 29 octobre : Jean Giraudoux, écrivain français († 31 janvier 1944).

## Principaux décès
- 22 octobre : János Arany, poète hongrois (° 1817).
- 6 décembre : Anthony Trollope, romancier britannique (° 1815).